# Sypna leucosticta
Sypna leucosticta är en fjärilsart som beskrevs av Louis Beethoven Prout 1928. Sypna leucosticta ingår i släktet Sypna och familjen nattflyn. Inga underarter finns listade i Catalogue of Life.